# Äkäslompolo
Äkäslompolo är en tätort (finska: taajama) i Kolari kommun i landskapet Lappland i Finland. Vid tätortsavgränsningen 31 december 2014 hade Äkäslompolo 465 invånare.
Skidorten Ylläs ligger strax söder om Äkäslompolo.

## Befolkningsutveckling
| Befolkningsutvecklingen i Äkäslompolo 1995–2014 | Befolkningsutvecklingen i Äkäslompolo 1995–2014 | Befolkningsutvecklingen i Äkäslompolo 1995–2014 | Befolkningsutvecklingen i Äkäslompolo 1995–2014 | Befolkningsutvecklingen i Äkäslompolo 1995–2014 |
| ----------------------------------------------- | ----------------------------------------------- | ----------------------------------------------- | ----------------------------------------------- | ----------------------------------------------- |
|                                                 |                                                 |                                                 |                                                 |                                                 |
| År                                              |                                                 |                                                 | Folkmängd                                       | Landareal (km²)                                 |
| 1995                                            | 1995                                            |                                                 | 286                                             | 5,65                                            |
| 2000                                            | 2000                                            |                                                 | 295                                             | 5,81                                            |
| 2005                                            | 2005                                            |                                                 | 308                                             | 6,1                                             |
| 2010                                            | 2010                                            |                                                 | 424                                             | 5,48                                            |
| 2011                                            | 2011                                            |                                                 | 437                                             | 5,17                                            |
| 2012                                            | 2012                                            |                                                 | 460                                             | 5,10                                            |
| 2013                                            | 2013                                            |                                                 | 459                                             | 4,98                                            |
| 2014                                            | 2014                                            |                                                 | 465                                             | 4,98                                            |
| Anm.: Ny tätort 1995.                           |                                                 |                                                 |                                                 |                                                 |